# Анаи
Анаѝ Джована Пуенте Портийо (на испански: Anahi Giovanna Puente Portillo), по-известна само като Анаи, е мексиканска певица и актриса.

## Кариера на актриса
Родена е в семейството на Енрике Пуенте (Enrique Puente) и Маричело Портийо (Marichelo Portilla) в Мексико на 14 май 1983 г.
Кариерата ѝ започва на двегодишна възраст, в предаването Chiquilladas и години наред тя е рекламно лице на известната марка напитки Фанта. Песента „Давам ти целувчица“, изпълнявана от Анаи, се излъчва ежедневно в детската програма на Канал 5 на Телевиса.
Анаи се е снимала в няколко теленовели, напр. в „Да живееш за Елена“, „Дневника на Даниела“, „Измамени жени“ и др. През 2000 г. ѝ се предоставя възможността да играе главната роля в "Primer amor a mil x hora”, като Джована. През 2003 се присъединява към екипа на втория сезон на много известната теленовела „Класна стая 406“ като Джесика.
През 2004 г. Педро Дамян я кани за участие в теленовелата „Непокорните“ (на испански: Rebelde), в ролята на Мия Колучи (Mia Colucci) – една от трите главни героини. Успехът ѝ излиза извън рамките на страната, а теленовелата се харесва на цяла Латинска Америка, както и в страни като Румъния, Сърбия, Словения и Германия. Покрай теленовелата се формира групата RBD, в която участва и Анаи. Заедно с колегите си от RBD – Дулсе Мария, Алфонсо Ерера, Маите Перони, Кристиан Чавес и Кристофър Укерман, издава множество албуми на испански език и на португалски език разпространявани най-вече в Мароко. Издават и албуми на английски език.
През 2007-а, RBD заснема забавна шоу програма наречена RBD: La Familia. Тя се състои от 13 серии, като последната има два варианта. Продуцентът и RBD твърдят, че всичко, което е снимано за шоу програмата не се основава на реалния живот на шестимата непокорни. В комедийното шоу се срещат още много познати лица от Rebelde.
Анаи работи и в телевизията, като взема участие в няколко ленти, напр. „Родени, за да умрат“ – Nacidos para morir с Хумберто Зоридас, „Имало едно време звезда“ с Давид Рейносо и Педро Фернандес.
Някои от предаванията с нейно участие са Chiquilladas, Mujeres casos de la vida real, Hora marcada, La Telaraña и др.

## Певческа кариера
През 1993 г. тя реализира първия си солов албум Anahi.
 Скоро тя реализира и втория си албум ¿Hoy Es Mañana?, чийто сингли са „Corazón de Bombón“, „Por Volverte a Ver“ и „Descontrolándote“. По-късно тя издава още два албума – Anclado En Mi Corazón и Baby Blue. Анаи изпълнява песента Mensajero del señor-„Пратеник на Господа“, посветена на папа Йоан Павел ІІ по време на посещението му в Мексико през 1993 г.
Заедно със своите колеги от групата RBD издават 9 реализирани студио албума, на испански, португалски и английски. Те имат продадени около 58 милиона албума с турнета в Южна Америка, Мексико, САЩ, Испания, Румъния, Сърбия и Словения, Хърватска и др.
През 2006 г. Анаи отваря собствен магазин в Мексико Сити, който се казва Anahi World. През 2007 са създадени Барби версии на Анаи, Дулсе Мариа и Майте, базирани на техните героини в Rebelde.
На 15 август 2008 г. групата решава да се раздели и прави последното си турне – Gira Del Adios World Tour, наречено „Турне за сбогуване“, което преминава през Сърбия, Словения, Румъния, Венецуела, Аржентина, Чили, Перу, Бразилия, САЩ, Испания и Мексико. На раздяла издават диск със заглавие „За да ме забравиш“.
През ноември 2008 г. с Дулсе Мария записват с Tiziano Fero, песента „El Regalo Màs Grande“.
Анаи е една от най-известни мексикански изпълнителите в Twitter с около 4 500 000 последователи. Тя дебютира с първия си соло сингъл след RBD, Mi Delirio, на наградите Premios Juventud през 2009 г. в Маями, Флорида.
Нейният пръв соло албум след RBD – Mi Delirio, излиза на 24 ноември 2009 г. Албумът ѝ става златен в Бразилия, което я прави втория в света музикален изпълнител след Талия с такъв албум в тази държава. Той включва и компилациите от времето на РБД „След като си бил непокорен“ и „Една самотна непокорна“.
След Mi Delirio, Анаи реализира и Mi Delirio – Deluxe Edition. Албумът съдържа всички песни от първия албум плюс още четири „Alérgico“, „Pobre Tu Alma“, „Ni Una Palabra“ и „Aleph“. Първите две песни са избрани да промотират албума. Албумът също включва писмо от бразилския автор Паулу Коелю до Анаи, фотогалерия и писмо от Анаи до феновете \.
През 2011 тя и Кристиан Чавес работят за първи път след RBD. Те записват песента – Libertad, която е реализирана в iTunes на 12 април 2011 г. Песента ще бъде включена в следващия албум на Кристиан Чавес. През май 2011, Анаи и латино-поп звездите Браян Амадеус и Але Серги, са поканени от MTV Латинска Америка да изпълняват песента към TV сериите на Popland! Песента Click е реализирана в iTunes на 13 септември 2011. По песента е направено и видео.
На 5 юли 2011, Анаи реализира нова песен, наречена Dividida, която ще бъде включена в новия и албум и е песента към TV сериите на теленовелата, където участва, Dos Hogares. Докато филмират сериите, тя записва друга песен от сериала с колегата си Карлос Понсе. Песента „Rendirme En Tu Amor“ е реализирана на 24 юли 2011.
Нейният втори соло албум след RBD ще бъде реализиран през 2012 г. Вероятно в него ще са включени песни с Flo Rida, и може би Pitbull.
По време на теленовелата Primer Amor Анаи се бори с анорексията. По време на болестта Анаи тежала само 34 кг. Един ден докато се връщала от семейна ваканция припаднала и била изпратена в болница, където сърцето и спряло за 8 секунди. През 2008 года, със спонсорството на Telvisa, Анаи започнала кампания за жертвите на анорексията и булимията. Тя открито говори за болестта си, с която е успяла да се пребори.
През 2012 тя е моден директор в Авиеста и разработва собствена линия обувки, които се продават на една и също цена, достъпна и за по-малко заможни дами. Работи над новия си албум, който смята да завърши към края на годината.

## Филмография
- „El Grando“ (1987)
- „Habia Una vez estrella“ (1989),
- „Muchachitas“ (1991),
- „Madres Egoistas“ (1992),
- „Ayudame compadre“ (1992),
- „Angels sin parasio“ (1992),
- „Inesperado Amor“ (1995),
- „Alondra“ (1995),
- „Tu y yo“ (1996),
- „Strengarita“ (1997),
- „Elena mi vida“ (1999),
- „El diario de Daniela“ (1999),
- „Primer Amor“ (2000),
- „Clase 406“ (2000),
- „Rebelde“ (2004/2006),
- „Dos Hogares“ (2011/2012).

## Теленовели
- Dos Hogares – Angélica Estrada
- Непокорните – Mia Colucci
- Clase 406 – Jesica Riquelme
- Primer amor… a mil por hora – Giovanna
- El diario de Daniela – Adelia Monroy
- Mujeres engañadas – Jessica Duarte
- Vivo por Elena – Talita
- Mi pequeña traviesa – Samantha
- Tu y yo – Melissa
- Alondra – Margarita
- Ángeles sin paraíso – Claudia
- Muchachitas – Betty
- Madres egoístas – Gaby

## Телевизионни шоу-програми
- Hora marcada
- Dr. Cándido Pérez
- Papá soltero
- Mujer, casos de la vida real
- Chiquilladas
- Inesperado amor
- Ayúdame compadre
- Había una vez una estrella
- El ganador
- Nacidos para morir
- Asesinato a sangre fría
- No me defiendas compadre
- Tarde azul
- Nunca me dejes
- Clase 406 (al doilea sezon)
- Rebelde: La Serie (post-production) Sitcom

## Дискография
- Anahí (1993)
- ¿Hoy Es Mañana? (1996)
- Anclado En Mi Corazón (1997)
- Baby Blue (2000)
- Mi Delirio (2009)
- Inesperado (2016)

## Клипове
- Corazón de bombón (1996)
- Primer amor (2000)
- Superenamorándome (2000)
- Tu amor cayó del cielo (2001)
- El regalo más grande / Анаи, Дулсе Мария и Тициано Феро / (2009)
- Mi Delirio (2009)
- Me Hipnotizas (2010)
- Quiero (2010)
- Alérgico (2010)
- Para Qué / версия от концерт / (2011)
- Libertad / Кристиан Чавес / (2011)
- Dividida (2011)
- Click (2011)

## Дискография на RBD
CD
Rebelde (2004)
- 01. Rebelde – 3:33
- 02. Sólo Quédate en Silencio – 3:38
- 03. Otro Día Que Va – 3:27
- 04. Un Póco de tu Amor – 3:24
- 05. Enséñame – 3:39
- 06. Futuro Ex-Novio – 3:00
- 07. Tenerte y Quererte – 3:25
- 08. Cuando el Amor Acaba – 3:19
- 09. Santa No Soy – 3:08
- 10. Fuego – 3:00
- 11. Sálvame – 3:42

Tour Generación RBD „en vivo“ (2005)
- 01. Sólo Quédate En Silencio – 3:59
- 02. Rebelde – 3:59
- 03. Otro Día Que Va – 3:30
- 04. Medley 1 – 13:24
- 05. Enséñame – 3:32
- 06. Futuro Ex-Novio – 3:00
- 07. A rabiar – 3:13
- 08. Una Canción – 3:41
- 09. Medley 2 – 15:34
- 10. Fuego – 3:03
- 11. Sálvame – 3:46
- 12. Tenerte Y Quererte – 3:23
- 13. Un Poco De Tu Amor – 4:42
- 14. Sólo Quédate En Silencio – 3:43
- 15. Rebelde (Versión Cumbia) – 3:55

Nuestro Amor (2005)
- 01. Nuestro Amor (3:34)
- 02. Me Voy (Gone) (3:25)
- 03. Feliz Cumpleaños (Happy Worst Day) (2:58)
- 04. Este Corazón (3:30)
- 05. Así Soy Yo (3:08)
- 06. Aún Hay Algo (3:33)
- 07. A Tu Lado (3:47)
- 08. Fuera (3:38)
- 09. Qué Fue Del Amor (3:44)
- 10. Qué Hay Detrás (3:17)
- 11. Tras De Mí (3:11)
- 12. Solo Para Ti (3:41)
- 13. Una Canción (3:43)
- 14. Liso, Sensual (5:42)

Live in Hollywood (2006)
- 1. Tras De Mí (Acoustic)
- 2. Me Voy (Acoustic)
- 3. Nuestro Amor (Acoustic)
- 4. Así Soy Yo (Acoustic)
- 5. Qué Fue Del Amor (Acoustic)
- 6. A Tu Lado (Acoustic)
- 7. No Pares (Acoustic)
- 8. Fuera (Acoustic)
- 9. Solo Para Ti (Acoustic)
- 10. Este Corazón (Acoustic)
- 11. Aún Hay Algo (Acoustic)
- 12. Qué Hay Detrás (Acoustic)
- 13. Feliz Cumpleaños (Acoustic)
- 14. Solo Quédate En Silencio (Hollywood Version)
- 15. No Pares (Studio Version)

Celestial (2006)
- 01. Tal Vez Después
- 02. Ser O Parecer
- 03. Dame
- 04. Celestial
- 05. Quizá
- 06. Bésame Sin Miedo
- 07. Tu Dulce Voz
- 08. Algún Día
- 09. Me Cansé
- 10. Aburrida Y Sola
- 11. Es Por Amor
- 12. Quisiera Ser (sólo en Latinoamérica)
- 13. RBD English Snippet

Rebels (2006) (limba engleza)
- 01. Tu Amor
- 02. My Philosophy
- 03. I Wanna Be The Rain
- 04. Cariño Mio
- 05. Wanna Play
- 06. Save Me
- 07. Happy Worst Day
- 08. This Is Love
- 09. Keep It Down Low
- 10. Connected
- 11. Era La Música
- 12. Let The Music Play

Celestial Fan Edition (2007)
- Disco1 – CD ENHANCED – Open discDisco
- Celestial Completo +Tema „The family“Remix
- Tu amor chico latinoRemix
- Tal vez despuésRemix
- Ser o parecerDisco – DVD EL ENSAYO
- 01. Nuestro Amor
- 02. Ser o Parecer
- 03. Solo quédate en silencio
- 04. Tras de mi
- 05. Tu amor
- 06. Video tu amor
- 07. Video Ser o parecer
- 08. Video Celestial Karaoke con los éxitos:
- Rebelde
- Un poco de tu amor
- Salvame
- Enséñame
- Solo quédate en silencio
- Nuestro Amor
- Tras de mi
- Este corazón
- Aún hay algo
- No pares

RBD La Familia (2007)
Сингли: Quiero Poder
- Empezar Desde Cero (2008)
- 01. Empezar desde cero (3:14)
- 02. Y no puedo olvidarte (3:56)
- 03. Inalcanzable (4:14)
- 04. No digas nada (3:20)
- 05. El mundo detrás (3:50)
- 06. Hoy que te vas (3:09)
- 07. Llueve en mi corazón (3:19)
- 08. Fuí la niña (3:29)
- 09. A la orilla (4:40)
- 10. Amor Fugaz (3:40)
- 11. Sueles volver (3:29)
- 12. Si no estás aquí (3:26)
- 13. Extraña sensacion (4:18)

DVD-та
- Tour Generación RBD „en vivo“ (DVD)
- 01. Rebelde
- 02. Otro Día Que Va
- 03. Santa No Soy
- 04. Medley 1
- 05. Enséñame
- 06. Futuro Ex-Novio
- 07. Cuando el Amor se Acaba
- 08. Liso, Sensual
- 09. A Rabiar
- 10. Una Canción
- 11. Medley 2
- 12. Fuego
- 13. Sálvame
- 14 Tenerte y Quererte
- 15. Un Póco de tu Amor
- 16. Sólo Quédate en Silencio
- 17. Rebelde (Versión Cumbia)
- 18. Documental RBD
- 19. Números
- 20. Galería de Fotos

Que Hay Detrás de RBD (DVD)
Recursos:
- Región – 4
- Legenda – Portugués
- Audio Original – Español
- Tipo de Audio – Dolby Digital 2.0

Live in Hollywood (DVD) (2006)
- 01. Tras De Mi (Acoustic)
- 02. Me Voy (Acoustic)
- 03. Nuestro Amor (Acoustic)
- 04. Así Soy Yo (Acoustic)
- 05. Qué Fue Del Amor (Acoustic)
- 06. A Tu Lado (Acoustic)
- 07. No Pares (Acoustic)
- 08. Fuera (Acoustic)
- 09. Solo Para Ti (Acoustic)
- 10. Este Corazón (Acoustic)
- 11. Aún Hay Algo (Acoustic)
- 12. Qué Hay Detrás (Acoustic)
- 13. Medley (Acoustic)
- 14. Feliz Cumpleaños (Acoustic)
- 15. RBD En Hollywood
- 16. Camino Al Pantage
- 17. El Creador
- 18. Soundcheck Y Montaje
- 19. Entrevistas A Los Integrantes
- 20. Solo Quédate En Silencio
- 21. Un Ticket Sin Regreso
- 22. Y Es Así Como Sucede

Rebelde – 1ª Temporada (DVD)
- 01. Prima „Temporada“ a telenovelei „Rebelde“.

- Rebelde – 2ª Temporada (DVD)
- 01. Toate episoadele celei de-a doua „Temporada“ a aceleasi telenovele „Rebelde“.

RBD – Live in Rio (DVD) (2006)
- 01. Abertura
- 02. Rebelde
- 03. Santa No Soy
- 04. Así Soy yo
- 05. Feliz Cumpleaños (Happy Worstday)
- 06. Enseñame
- 07. Que Fue Del Amor
- 08. Cuando El Amor Se Acaba
- 09. Una Cancíon
- 10. Este Corazón
- 11. Solo Para Ti
- 12. Me Voy/Intro Salvame
- 13. Salvame
- 14. Tenerte y Quererte
- 15. Pout Porri: Apresentação da Banda
- 16. No Pares
- 17. A Tu Lado/Intro Fuera
- 18. Fuera
- 19. Solo Quédate En Silencio
- 20. Que Hay Detras
- 21. Un Poco De Tu Amor
- 22. Aún Hay Algo/Piano Solo
- 23. Trás de Mi
- 24. Ser O Parecer
- 25. Nuestro Amor
- 26. Rebelde (Rebelde)
- 27. Samba da Mocidade: O Grande Circo Místico/Citação da Música:‘Sou Brasileiro’
- 28. Extra – RBD News
- 29. Extra – Eu Sou RBD
- 30. Extra – Por Trás Do Palco

Hecho en Madrid (2007)
- 1. Apertura
- 2. Cariño Mío
- 3. Ser o Parecer
- 4. Wanna Play
- 5. Dame
- 6. Money Money
- 7. Quiero Poder
- 8. Sálvame
- 9. Medley 1
- 10. Bésame Sin Miedo
- 11. I Wanna Be The Rain
- 12. Algún Día
- 13. Medley 2
- 14. No Pares
- 15. Tu Amor
- 16. Nuestro Amor
- 17. Aun Hay Algo
- 18. Tras De Mi
- 19. Celestial
- 20. Rebelde
- 21. Cariño Mio (Reprise)

Live in Sao Paulo (2008)
- 1. Abertura
- 2. Cariño Mio
- 3. Aun Hay Algo
- 4. Celestial
- 5. Un Poco De Tu Amor
- 6. Otro Dia Que Va
- 7. Ser O Parecer
- 8. Hoy Que Te Vas
- 9. Solo Quedate En Silencio
- 10. Inalcanzable
- 11. Y No Puedo Olvidarte
- 12. Light Up The World Tonight
- 13. Salvame
- 14. Este Corazon
- 15. Tu Amor
- 16. No Pares
- 17. Empezar desde cero
- 18. Solo Para Ti
- 19. Me Voy
- 20. Que Hay Detras
- 21. Besame sin miedo
- 22. Nuestro Amor
- 23. Tras De Mi
- 24. Rebelde

Live in Brasilia (2008)
- 1. Abertura
- 2. Fui La niña
- 3. Money Money
- 4. Me Voy
- 5. Ser O Parecer
- 6. Dame
- 7. Medley 1
- 8. Inalcanzable
- 9. I Wanna Be The Rain
- 10. Besame Sin Miedo
- 11. Este Corazon
- 12. A Tu Lado
- 13. Salvame
- 14. Y No Puedo Olvidarte
- 15. No Pares
- 16. Empezar Desde Cero
- 17. Medley 2
- 18. Extraña Sensacion
- 19. Celestial
- 20. Aun Hay Algo
- 21. Tras De Mi
- 22. Rebelde

 Live in San Bernardino 
- 1. Abertura
- 2. Fui La Niña
- 3. Money Money
- 4. Me Voy
- 5. Ser O Parecer
- 6. Dame
- 7. Medley 1
- 8. Inalcanzable
- 9. I Wanna Be The Rain
- 10. Besame sin miedo
- 11. Este Corazon
- 12. A Tu Lado
- 13. Salvame
- 14. Empezar Desde Cero
- 15. Medley 2
- 16. Y No Puedo Olvidarte
- 17. No Pares
- 18. Extraña Sensación
- 19. Celestial
- 20. Aun Hay Algo
- 21. Tras De Mi
- 22. Rebelde

## Турнета
- 2009: Pocket Show
- 2009 – 2011: Mi Delirio World Tour